# Onthophagus kingstoni
Onthophagus kingstoni är en skalbaggsart som beskrevs av Yves Cambefort 1980. Onthophagus kingstoni ingår i släktet Onthophagus och familjen bladhorningar. Inga underarter finns listade i Catalogue of Life.